# Kurt von Schleicher
Kurt von Schleicher (Brandenburg an der Havel, 1882. április 7. – Neubabelsberg, 1934. június 30.) német katona és politikus. A weimari köztársaság utolsó kancellárja 1932. december 3. és 1933. január 28. között.
Von Schleicher egyike volt azoknak, akitől Hitler tartott, és akit meggyilkoltak többek között Ernst Röhm, SA-főnökkel együtt, a hosszú kések éjszakáján 1934-ben. Nem volt tagja sem az SA-nak, sem a Nemzetiszocialista Német Munkáspárt-nak (NSDAP).

## Életrajza

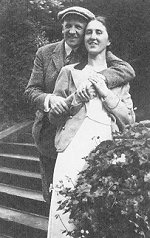
Kurt von Schleicher a feleségével

Von Schleicher az első világháborúban többek között Galíciában, a gyalogságnál teljesített szolgálatot.
1932. június 1-jén hadügyminiszternek nevezték ki Papen kormányában, és ez év decemberében ő maga vette át a kancellári tisztséget.
Egy széles kormányzási alap megteremtése érdekében megpróbálta egyesíteni a jobboldali erők egy részét a Gregor Strasser vezette Nemzetiszocialista Német Munkáspárt (NSDAP) balszárnyával, minekutána egy belső hatalmi harcban Strassert eltávolították a pártvezetői tisztségéből. Hitler úgy fogta fel Schleicher tárgyalását Strasserrel mint egy kísérletet a nácipárt megosztására.
Hindenburg köztársasági elnök megbízásából Franz von Papen, Schleicher háta mögött Hitlerrel tárgyalt, ennek kancellárrá való kinevezéséről. Schleicher, január 28-án, egy Hindenburggal való megbeszélés után bejelentette kormánya lemondását és Hitlert javasolta a kancellári posztra. Két nappal később 1933. január 30.-án Németország új kormányfője Adolf Hitler lett. A hosszú kések éjszakáján, 1934. június 30-án meggyilkolták Kurt von Schleichert és feleségét Elisabethet (1893–1934). A tisztogatásnak Gregor Strasser is áldozatul esett.

## Von Schleicher kormánya
- Kurt von Schleicher – kancellár és honvédelmi miniszter
- Konstantin von Neurath – külügyminiszter
- Franz Bracht – belügyminiszter
- Lutz Schwerin von Krosigk – pénzügyminiszter
- Hermann Warmbold – gazdasági miniszter
- Friedrich Syrup – munkaügyi miniszter
- Franz Gürtner – igazságügymininszter
- Paul Eltz von Rübenach – közlekedés- és postaügyi miniszter
- Magnus von Braun (DNVP) – mezőgazdasági miniszter
- Günther Gereke – országos munkaszerzési biztos
- Johannes Popitz – tárca nélküli miniszter

## Fordítás
- Ez a szócikk részben vagy egészben  a   Kurt von Schleicher című svéd Wikipédia-szócikk fordításán alapul.  Az eredeti cikk szerkesztőit annak laptörténete sorolja fel. Ez a jelzés csupán a megfogalmazás eredetét és a szerzői jogokat jelzi, nem szolgál a cikkben szereplő információk forrásmegjelöléseként.